# Сокобаня (община)
Сокобаня (серб. Сокобања) — община в Сербии, входит в Заечарский округ.
Население общины составляет 17 338 человек (2007 год), плотность населения составляет 33 чел./км². Занимаемая площадь — 525 км², из них 58,3 % используется в промышленных целях.
Административный центр общины — город Сокобаня. Община Сокобаня состоит из 25 населённых пунктов, средняя площадь населённого пункта — 21,0 км².

## Статистика населения общины
| Год  | Население, чел. |
| ---- | --------------- |
| 1991 | 20 853          |
| 2001 | 18 727          |
| 2002 | 18 526          |
| 2003 | 18 292          |
| 2004 | 18 041          |
| 2005 | 17 802          |
| 2006 | 17 584          |
| 2007 | 17 338          |